# Estación Tigre C
Tigre C era una estación ferroviaria ubicada en la localidad homónima, en el Gran Buenos Aires. Era la punta de rieles del ramal Retiro - Tigre y se encontraba a orillas del Río Tigre y a pocos metros de la Estación Delta, entonces denominada Tigre R. 
La estación fue clausurada en 1995 y reemplazada por la nueva estación Tigre.
El edificio de la estación fue conservado y en el año 2000 se transformó en la Estación fluvial de pasajeros "Domingo Faustino Sarmiento". Desde allí parten las lanchas que recorren el delta del Paraná.